# Anisaspis
Anisaspis is een geslacht van spinnen uit de familie Paratropididae.

## Soorten
Het geslacht kent de volgende soort:
- Anisaspis tuberculata Simon, 1891